# Jan Zimmermann (calciatore)
Jan Zimmermann (Obertshausen, 19 aprile 1985) è un allenatore di calcio ed ex calciatore tedesco, di ruolo portiere.

## Palmarès

### Club

#### Competizioni nazionali
- Coppa di Germania: 1

Eintracht Francoforte: 2017-2018